# Olceclostera mutusca
Olceclostera mutusca är en fjärilsart som beskrevs av William Schaus 1892. Olceclostera mutusca ingår i släktet Olceclostera och familjen silkesspinnare. Inga underarter finns listade i Catalogue of Life.